# America: Live in the USA
America: Live in the USA es un álbum en vivo de la banda británica de rock progresivo Asia y fue publicado en 2002.  Este álbum de dos discos fue relanzado en 2003 por la misma discográfica.
Este álbum en directo fue grabado durante un concierto que realizaba la banda con motivo del 20.º aniversario de la fundación de Asia el 5 de octubre de 2002 en el Patriot's Theatre de la ciudad de Trenton, Nueva Jersey, en los Estados Unidos.  El guitarrista Guthrie Govan y el baterista Chris Slade fueron invitados para este concierto.
La edición del DVD (la cual fue publicada a principios de 2003) además del concierto, contiene entrevistas con la banda, un detrás de cámaras de una gira por Europa, de los ensayos y del trabajo en el estudio.. 
En el 2010 America: Live in the USA fue relanzado por 4Worlds Media bajo el nombre de Live on Air. A diferencia de la publicación original, este disco solo contiene 14 de los 18 temas incluidos en el primer lanzamiento.. 

## Lista de canciones

### Disco uno
| Side one |                           |                                                |          |  |
| N.º      | Título                    | Escritor(es)                                   | Duración |  |
| 1.       | «The Heat Goes On»        | Geoff Downes / John Wetton                     | 6:08     |  |
| 2.       | «Days Like These»         | Steve Jones                                    | 5:46     |  |
| 3.       | «Awake»                   | Downes / John Payne                            | 6:56     |  |
| 4.       | «Arena»                   | Downes / Payne                                 | 5:41     |  |
| 5.       | «Military Man»            | Downes / Payne                                 | 7:07     |  |
| 6.       | «Wherever You Are»        | Downes / Payne / Andrew Gold / Graham Gouldman | 5:35     |  |
| 7.       | «Who Will Stop the Rain?» | Downes / Johnny Warman / Jane Woolfenden       | 5:07     |  |
| 8.       | «Bad Asteroid»            | Guthrie Govan                                  | 4:42     |  |
| 9.       | «Don't Cry»               | Downes / Wetton                                | 4:56     |  |

### Disco dos
| Side one |                                                      |                              |          |  |
| N.º      | Título                                               | Escritor(es)                 | Duración |  |
| 1.       | «Kings of the Day»                                   | Downes / Payne               | 8:02     |  |
| 2.       | «Keyboard Solo: Electroglide/Cutting It Fine/Bolero» | Downes / Wetton / Steve Howe | 7:54     |  |
| 3.       | «Love Under Fire/Sad Situation/Longest Night»        | Downes / Payne / Greg Lake   | 7:14     |  |
| 4.       | «Ready to Go Home»                                   | Gold / Gouldman              | 5:22     |  |
| 5.       | «Sole Survivor»                                      | Downes / Wetton              | 8:19     |  |
| 6.       | «Free»                                               | Downes / Payne               | 9:23     |  |
| 7.       | «Only Time Will Tell»                                | Downes / Wetton              | 6:21     |  |
| 8.       | «Go»                                                 | Downes / Wetton              | 5:31     |  |
| 9.       | «Heat of the Moment»                                 | Downes / Wetton              | 5:34     |  |

### Reedición del 2010 -Live on Air
| Side one |                       |                                  |          |  |
| N.º      | Título                | Escritor(es)                     | Duración |  |
| 1.       | «The Heat Goes On»    | Downes / Wetton                  | 6:08     |  |
| 2.       | «Days Like These»     | Steve Jones                      | 5:46     |  |
| 3.       | «Awake»               | Downes / Payne                   | 6:56     |  |
| 4.       | «Arena»               | Downes / Payne                   | 5:41     |  |
| 5.       | «Military Man»        | Downes / Payne                   | 7:07     |  |
| 6.       | «Wherever You Are»    | Downes / Payne / Gold / Gouldman | 5:35     |  |
| 7.       | «Bad Asteroid»        | Guthrie Govan                    | 4:42     |  |
| 8.       | «Don't Cry»           | Downes / Wetton                  | 4:56     |  |
| 9.       | «Ready to Go Home»    | Gold / Gouldman                  | 5:22     |  |
| 10.      | «Sole Survivor»       | Downes / Wetton                  | 8:19     |  |
| 11.      | «Free»                | Downes / Payne                   | 9:23     |  |
| 12.      | «Only Time Will Tell» | Downes / Wetton                  | 6:21     |  |
| 13.      | «Go»                  | Downes / Wetton                  | 5:31     |  |
| 14.      | «Heat of the Moment»  | Downes / Wetton                  | 5:34     |  |

## Formación
- John Payne — voz principal y bajo
- Geoff Downes — teclados y coros
- Guthrie Govan — guitarra
- Chris Slade — batería